# Saint-Germain-la-Campagne
Saint-Germain-la-Campagne è un comune francese di 847 abitanti situato nel dipartimento dell'Eure nella regione della Normandia.

## Società

### Evoluzione demografica
Abitanti censiti